# Kirchspiel Gemen
Kirchspiel Gemen (auch Gemen-Kirchspiel) ist ein Stadtteil von Borken im gleichnamigen Kreis und besteht aus den Bauerschaften Gemenkrückling und Gemenwirthe.

## Geschichte
Im Jahre 1700 wurde die Bauerschaft Wirthe (von „Werder“ = Niederung) zwischen Gemen und Borken in die Bauerschaften Gemenwirthe und Borkenwirthe geteilt. Gemenwirthe wurde dem Kirchspiel Gemen zugeordnet.
Bis 1969 war das Kirchspiel Gemen eine Landgemeinde im Amt Gemen-Weseke des Altkreises Borken und wurde dann durch das Gesetz zur Neugliederung von Gemeinden des Landkreises Borken in die Stadt Borken eingemeindet. Anfang 2006 hatte das Kirchspiel 595 Einwohner, davon entfielen 170 auf Gemenkrückling und 425 auf Gemenwirthe.